# Caged Heat II: Stripped of Freedom
Caged Heat II: Stripped of Freedom ("Cárcel Caliente II: Desnudo de la libertad") es la segunda parte de la película Caged Heat, que salió en 1994 en Estados Unidos. Es del género acción y mujeres en prisión y fue dirigido por Cirio H. Santiago.

## Argumento
"King Lim" es el gobernante opresivo de un país al borde de la revolución. La CIA arregla un asesinato falso para tratar de conseguir su seguridad fuera del país, pero capturan en el lio a su hija que es enviada a la "Roca", una penitenciaría en una isla conocida por su dureza. La agente Amanda comete un crimen local para infiltrarse en la prisión y rescatar a princesa Marga. Dentro, ella encontrará la corrupción oficial, y una sórdida guarda desafiante que le asigna las peores tareas.